# Communauté de communes de Riou de Loules
La communauté de communes de Riou de Loules   est une ancienne communauté de communes française, située dans le département des Hautes-Pyrénées et la région Midi-Pyrénées.

## Composition
Elle était composée des communes suivantes :
| Nom            | Code Insee | Gentilé          | Superficie (km2) | Population (dernière pop. légale) | Densité (hab./km2) |
| -------------- | ---------- | ---------------- | ---------------- | --------------------------------- | ------------------ |
| Boulin (siège) | 65104      | Boulinois        | 2,52             | 278 (2014)                        | 110                |
| Castéra-Lou    | 65133      | Castera-louviens | 4,82             | 212 (2014)                        | 44                 |
| Collongues     | 65151      | Collonguois      | 2,14             | 154 (2014)                        | 72                 |
| Dours          | 65156      | Doursois         | 4,99             | 228 (2014)                        | 46                 |
| Lizos          | 65276      | Lizosais         | 1,73             | 102 (2014)                        | 59                 |
| Louit          | 65285      | Louitois         | 5,04             | 195 (2014)                        | 39                 |
| Oléac-Debat    | 65332      | Oléacais         | 1,94             | 165 (2014)                        | 85                 |
| Sarlabous      | 65405      | Sarlabousiens    | 3,39             | 70 (2014)                         | 21                 |
| Soréac         | 65430      | Soréacais        | 2,31             | 55 (2014)                         | 24                 |

## Sources
- Communauté de communes du Riou de Loulès
- Le SPLAF (Site sur la Population et les Limites Administratives de la France)
- La base ASPIC